# Adolf Ritter von Ruith
Le chevalier (Ritter en allemand) Adolf Philipp von Ruith (11 mai 1872 - 5 octobre 1950) est un militaire allemand, général pendant la Première Guerre mondiale et General der Infanterie durant la Seconde Guerre mondiale.

## Biographie
Ruith passe son baccalauréat dans un lycée humaniste. Il s'engage ensuite le 1er septembre 1890 comme volontaire de trois ans et officier-espion dans le 3e régiment d'infanterie royal bavarois (de)  de l'armée bavaroise à Augsbourg. Après sa nomination en tant qu'enseigne de porte-peigne en avril 1891, il est promu au rang de lieutenant-conseil le 9 juin 1892. En tant que tel, Ruith est promu lieutenant et adjudant de régiment en 1899. De 1903 à 1906, Ruith suit les cours de l'Académie bavaroise de guerre (de), qui lui permettent de se qualifier pour l'état-major général, l'adjudant-major supérieur et le service des conférences. Il est ensuite commandé à l'Office central de l'état-major général et, avec sa promotion au grade de capitaine, est muté en 1907 à l'état-major général du 1er corps d'armée royal bavarois. En 1909, Ruith retourne pour deux ans au service des troupes et devient commandant de compagnie dans le 19e régiment d'infanterie royal bavarois (de) à Erlangen. Il est ensuite muté à nouveau à l'office central de l'état-major général, où il est promu major en 1912 et nommé aide de camp du chef de l'état-major général de l'armée. Parallèlement, Ruith est affecté au Grand État-Major général à Berlin et nommé membre militaire du Sénat bavarois (de) auprès du Tribunal militaire impérial pour une durée de deux ans.
Lorsque la Première Guerre mondiale éclate, Ruith devient le premier officier d'état-major de la 1re division de réserve (de). Avec elle, il participe à la bataille de Lorraine, aux combats devant Nancy-Épinal, dans la Somme, à la guerre de position en Artois ainsi qu'à la bataille de décembre dans les Flandres. Le printemps 1915 est marqué par le renforcement des positions de la division située en Artois. Lors de la bataille de printemps de La Bassée-Arras, la grande unité peut maintenir les positions qui lui ont été attribuées. Dans la 5e division de réserve (de) voisine, l'ennemi réussit à pénétrer profondément dans le système de positions à Maison Blanche et La Targette.

## Décorations militaires
- Bavière: Croix de chevalier de l'Ordre militaire de Max Joseph (9 mai 1915, bienfaisant le 1er avril 1916, anoblie "Ritter von" le 22 mai 1916)
- Bavière: Croix d'officier de l'Ordre du Mérite militaire avec épées (8 mars 1919)
- Bavière: Ordre du Mérite militaire 3e Classe avec couronne et épées (23 juillet 1917)
- Bavière: Ordre du Mérite militaire 3e Classe avec épées (10 août 1916)
- Bavière: Ordre du Mérite militaire 4e Classe avec couronne et épées (11 septembre 1914)
- Bavière: Ordre du Mérite militaire 4e Classe (post-Première Guerre mondiale)
- Bavière: Médaille du Jubilé
- Bavière: Croix du service long 2e Classe
- Prusse: Croix de fer 1914 2e et 1re Classe
- Prusse: Croix de chevalier de la maison royale de l’Ordre de Hohenzollern avec épées (3 octobre 1916)
- Prusse: Ordre de l'aigle rouge 4e Classe (post-Première Guerre mondiale)
- Brême: Croix Hanseatic
- Saxe: Croix de chevalier de l'Ordre Albert 1re Classe avec couronne et épées (26 juillet 1917)
- Württemberg: Croix de chevalier de l'Ordre de la couronne Württemberg avec épées (9 octobre 1915)
- Württemberg: Chevalier de l'Ordre Friedrich 1re Classe (post-Première Guerre mondiale)
- Austro-Hongrie: Croix de chevalier de l’Ordre de Leopold avec décoration de guerre
- Austro-Hongrie: Order of the Iron Crown 3rd Class avec décoration de guerre (25 octobre 1916)
- Austro-Hongrie: Croix du Mérite militaire 3e Classe avec décoration de guerre (16 juin 1917)
- Empire Ottoman: Médaille Liakat en Argent avec épées
- Empire Ottoman: Médaille de guerre (Harp Madalyasi) (9 octobre 1916)